# Karoline Borchardt
Karoline Borchardt geb. Ehrmann (geb. 13. November 1873 in Heidelberg; gest. 4. Januar 1944 im KZ Theresienstadt) war eine Heidelberger Künstlerin und Lektorin und die erste Ehefrau des Schriftstellers Rudolf Borchardt, die im Rahmen der Judenverfolgung in der NS-Zeit ermordet wurde. 

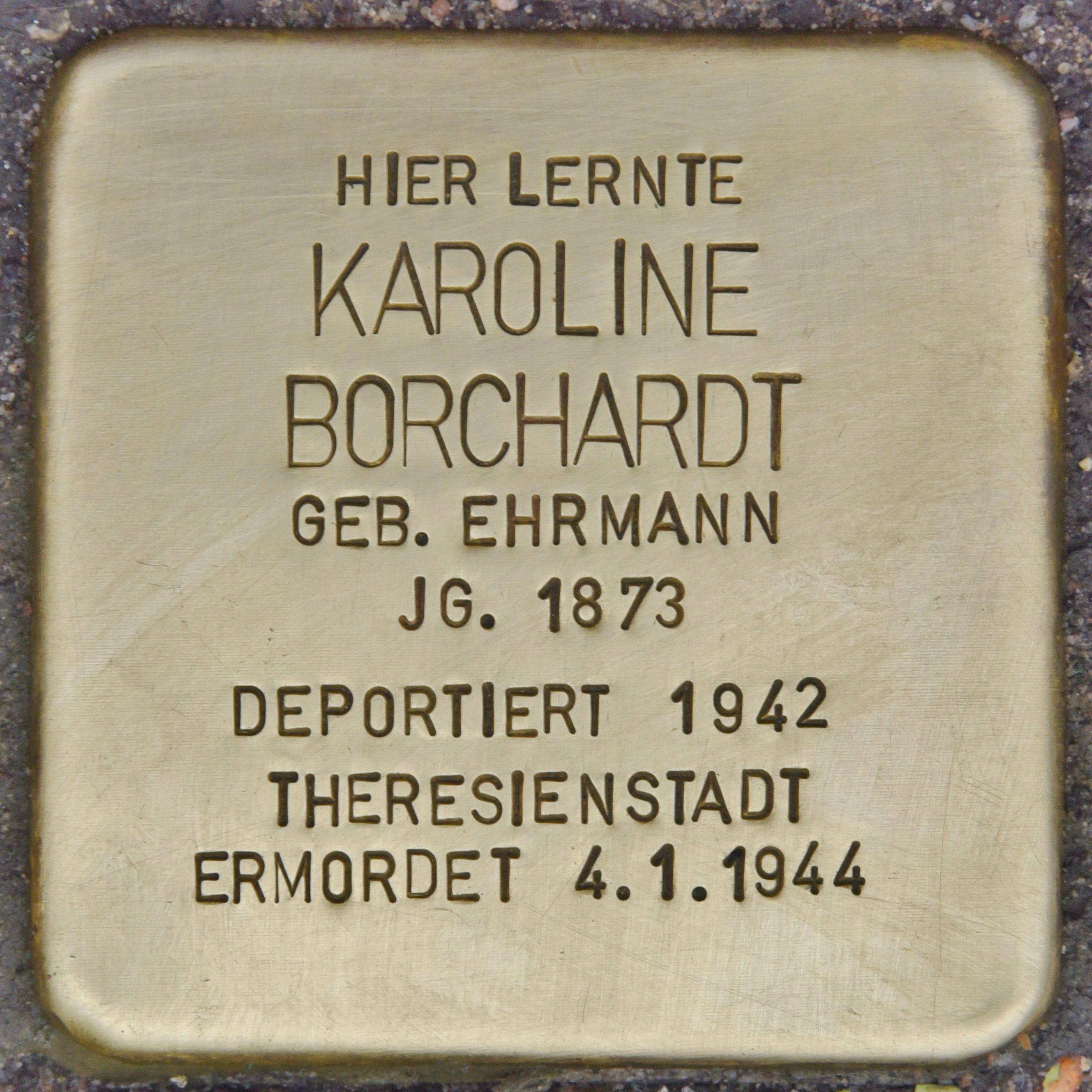
Stolperstein für Karoline Borchardt vor dem heutigen Hölderlin-Gymnasium (Plöck 40) in Heidelberg

## Leben
Caroline (Karoline) Clara Ehrmann wurde am 13. November 1873 als jüngstes Kind des Textilkaufmanns Salomon Ehrmann und seiner Ehefrau Eva Ehrmann, geb. Ahrweiler in Heidelberg geboren. Sie hatte vier Geschwister: Eugen Jonas (1867–1946), Lilly (1868–1940), Friedrich (1870–1924) und Mimi (1872–1924). Ihre Eltern betrieben dort ein Herrengarderobe-Geschäft. Beide starben früh, ihre Mutter 1887, ihr Vater 1888. Auch zwei ihrer Geschwister starben 1924. Obwohl die Eltern Juden waren, wurden Karoline und ihre Geschwister evangelisch getauft. Karoline besuchte die Malerinnenschule in Karlsruhe und ließ sich dort und in München zur Malerin ausbilden.
Im Mai 1904 lernte sie im toskanischen San Gimignano ihren späteren Ehemann Rudolf Borchardt kennen. Die Hochzeit folgte 1906 in London, woraufhin sich das Paar bis 1914 im toskanischen Monsagrati bei Lucca niederließ. Am 24. September 1914 wurde Rudolf für den Kriegsdienst einberufen und verließ Lucca für einige Zeit. Karoline lebte zunächst in München, zog 1917 zu ihrem Mann nach Berlin, wo sie im Preußischen Kriegsministerium arbeitete, und wegen der zerrütteten Ehe wieder zurück nach München.
Im Oktober 1919 wurde die kinderlose Ehe auf Bestreben von Rudolf geschieden. In den Jahren danach lebte Karoline in verschiedenen Pensionen in München, in immer ärmlicheren Verhältnissen. In dieser Zeit arbeitete sie als Korrektorin beim Verlag Bremer Presse, diese Anstellung verlor sie jedoch 1933 mit der Machtübernahme Hitlers. 1939 bekam sie trotz ihrer evangelischen Taufe eine jüdische Kennkarte und musste in ein jüdisches Barackenlager in München-Milbertshofen umziehen, von wo aus sie am 15. Juli 1942 nach Theresienstadt deportiert wurde. Im November 1944 erhielt ihre Familie eine letzte Postkarte von dort, jedoch war Karoline bereits im Januar unter ungeklärten Umständen verstorben. Ihre Einäscherung wurde im Totenbuch am 4. Januar 1944 verzeichnet.

## Schaffen
Während ihrer Zeit in Karlsruhe war Karoline Privatschülerin von Hans von Volkmann und Franz Hein. Als sie ihre Ausbildung in München fortsetzte, war sie Schülerin von Anton Ažbe. Kontakt hielt sie von dort aus auch zu Gabriele Münter und John Jack Vrieslander. Ihr bevorzugter Stil war der japanische Farbholzschnitt in Form von Landschaften und Porträts, darunter auch Selbstporträts in Öl. Ihre wenigen Werke stellte sie auf den Ausstellungen im Künstlerhaus des Vereins Berliner Künstler in der Bellevuestrasse 1905 bis 1907, bei einer Karlsruher Sezessions-Ausstellung in Straßburg 1906 und auf einer Graphik-Ausstellung des Deutschen Künstlerbundes in Chemnitz 1912 aus.

## Gedenken
Am 6. Oktober 2017 wurde im Rahmen von sechs weiteren Verlegungen ein Stolperstein für Karoline Borchardt vor dem heutigen Hölderlin-Gymnasium (ehemals Höhere Mädchenschule in der Plöck) in der Plöck 40 in Heidelberg verlegt, auf dem sie selbst zur Schule gegangen war.